# Palyavaam
La Palyavaam (en russe: Паляваам) est une rivière de Russie, située dans l'Okroug Autonome de Tchoukotka, dans l'Extrême-Orient russe. Elle a une longueur de 416 km, partant des Hauts-Plateaux tchouktches, pour aller se jeter dans le fleuve Tchaoun. Une petite localité située au bord du cours d'eau porte également le nom de Palyavaam. Plusieurs espèces de poisson peuvent être trouvées dans ses eaux, comme le corégone à bosse, l'ombre de Sibérie orientale ou encore le saumon kéta.

## Toponymie et découverte
Le nom de la rivière provient du Youkaguir, et pourrait signifier soit пиэльэ-ваам, signifiant « Rivière de la montagne » , ou alors Каленмываам с чукот, signifiant « Rivière colorée ». La rivière fut cartographiée pour la première fois en 1746, par l'explorateur russe Timofey Perevalov, lors d'une expédition dirigée par Dmitry Pavloutsky.

## Hydrologie
La rivière est libre de glace uniquement entre mi-juin et mi-septembre. Durant cette période, c'est majoritairement l'eau générée par la fonte de la glace qui alimente le cours d'eau, ce qui peut parfois déclencher de grandes crues. L'hiver, elle est totalement recouverte par la glace, sur une épaisseur pouvant atteindre plus de 50 mètres à certains endroits. A son embouchure, la rivière possède un débit de 80 m³/s.

## Tracé
La Palyavaam pend sa source dans la chaîne de montagnes homonymes, dans les Hauts-Plateaux tchouktches. Orienté est-ouest, la rivière traverse les régions  peu peuplées de la toundra tchouktche, caractéristique de la région. Après plusieurs centaines de kilomètres, la rivière se jette dans la Tchaoun en formant un petit delta, près de la Baie de Tchaoun et de la Mer de Sibérie Orientale, à proximité du village de Rytkoutchi. 
Un pont a été construit en 2003 pour franchir la rivière, dans le cadre de la réalisation de l'Autoroute d'Anadyr, devant relier la Route de la Kolyma à la ville d'Anadyr. A proximité immédiate de ce pont se trouve une ancienne colonie d'hydrologues, occupées pendant quelques années au XVIè siècle, qui était également appelée Palyavaam. Cette future route permettra également d'exploiter les quelques ressources que contiennent la rivière et son lit, à savoir de l'or et de l'étain.
Plus d'une cinquantaine de plus petits cours d'eau se jettent dans la Palyavaam, les plus importants étant l'Elkakvoun, le Palyarynaat, le Karpoungveyem, le Kookvyn, le Vykvylvegyrgyn et le Pekychyn.

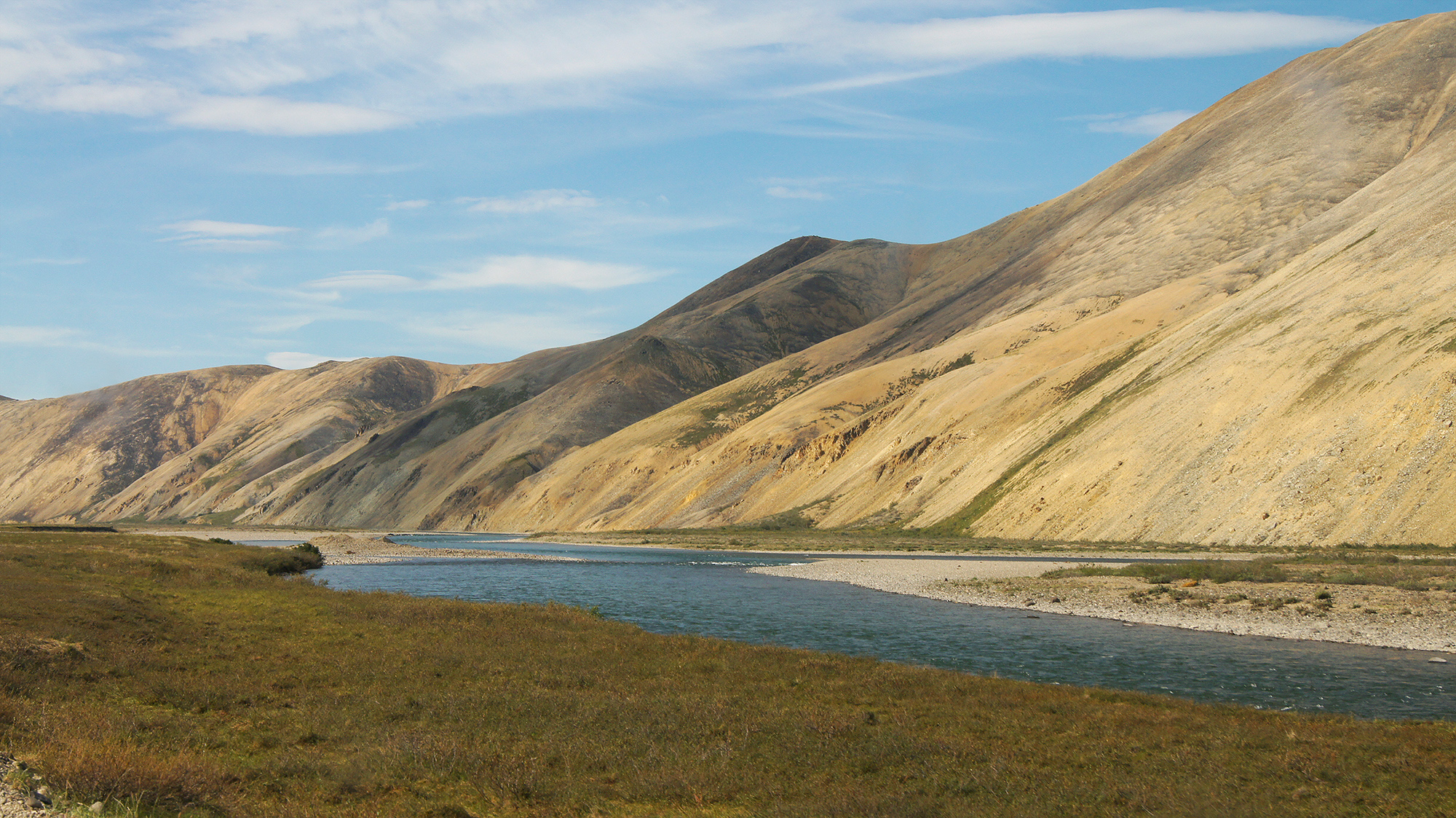
La Palyavaam, au pied des Hauts-Plateaux tchouktches

## Faune et flore

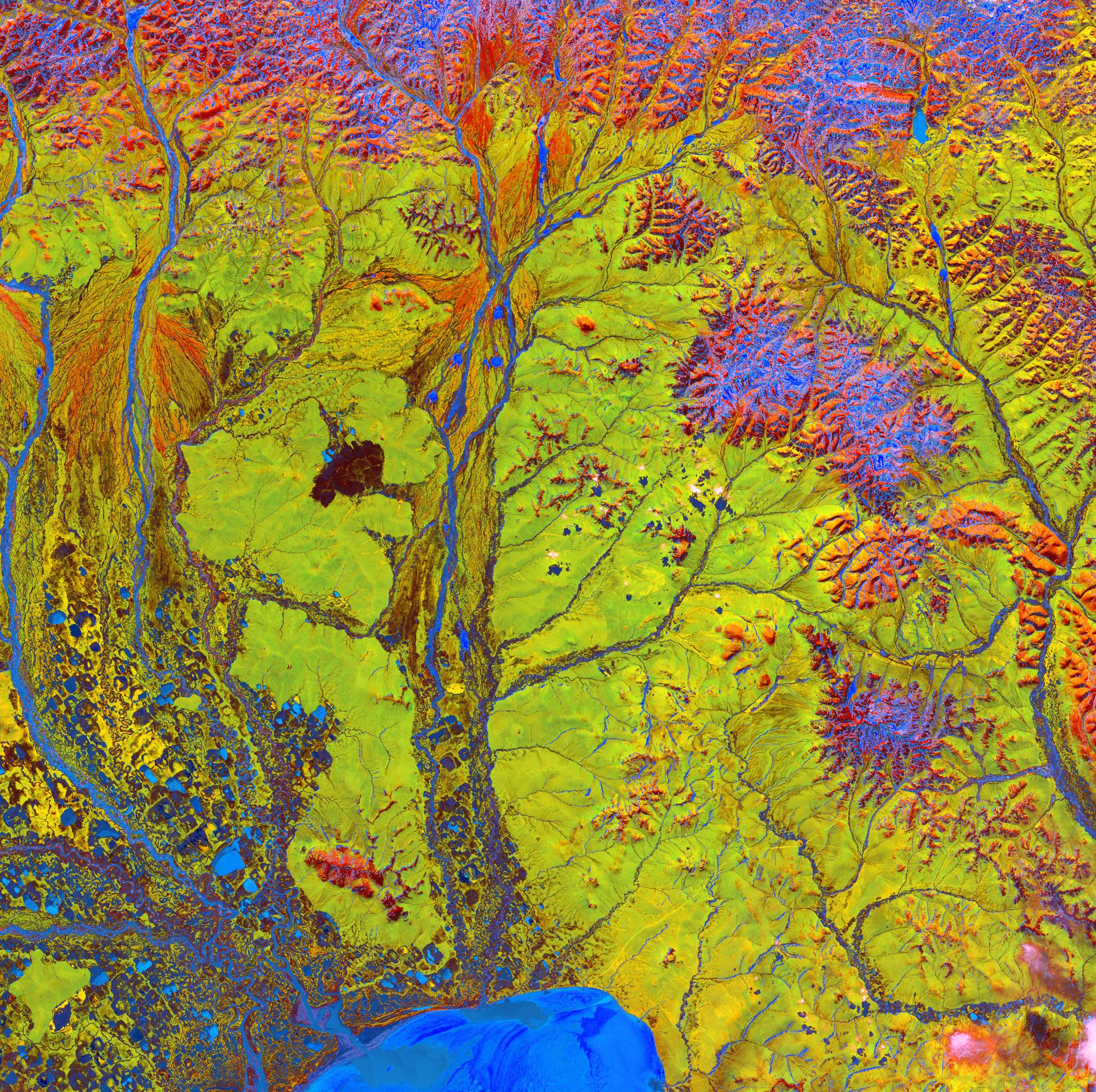
Rivière Palyavaama (à gauche de l'image) vue en fausses couleurs par le satellite Landsat-5.

Le bassin de la Palyavaama possède la flore la plus riche du Tchoukotka, avec environ 390 espèces de plantes recensées. Entourée par la toundra sur toute sa longueur, aucune végétation haute ne pousse, excepté quelques Chosenia, de 6 à 7 mètres de haut. En 1983, un petit parc naturel a été établi, d'une superficie de 96,4 km2, qui contient notamment 19 espèces très rares de mousses, ainsi qu'un lichen à feuilles.
En tout, 18 espèces de poissons ont été recensés dans la rivière, permettant aux rares habitants de la région de bénéficier d'une source de nourriture variée.

## Affluents
Liste des affluents de la rivière, triés de l'embouchure à la source. La flèche indique la rive depuis laquelle l'affluent se jette :
- 8 km: ← Elkakvoun
- 22 km: ← Rivière non nommée
- 65 km: → Paliarynnat
- 76 km: ← Ilictyï
- 86 km: ← Ivovyï
- 92 km: ← Rivière non nommée

← Yanrakarnoungvaamkaï
- 106 km: ← Karpoungveem

← Rivière non nommée
← Tylvylkyveemkeï
← Ekeeskyveemkeï
← Kamenictyï
← Ponnegyrgyn
- 119 km: → Pogranitchnyï
- 126 km: → Otdelnyï

→ Natchalnyï
- 146 km: → Promejoutotchnyï
- 154 km: ← Naledevyï

→ Dvoïnoï
→ Gyrkouveem
- 160 km: ← Levtouttyveem

- Pont de la route 77K002
→ Mytchagyrgyn
→ Mytchagrynnat
← Svetlaïa
← Vykvylvegyrgyn
← Kookvyn
← Nijni Romorynnet
→ Kroutoï
→ Zorki
→ Severnyï
→ Metchek
← Sredni Romorynnet
→ Malyï Romorynnet
→ Rogovaïa
← Verkhni Romorynnet
← Tchinatenmeem
→ Obezglavlennyï
← Oziornyï
→ Enmeem
→ Lednikovyï
← Poustynnaïa
← Yasnyï
→ Bouroun
← Kenitkouveem
→ Perevalnyï
→ Oziornaïa
→ Naledevaïa
← Reetchnyï
← Molotok
← Meïnouttykine
→ Souïdnika
→ Pekytchyn
 — Lac d'Atchykvygytgyn
→ Arguichnyï
← Berloji
← Kanon
← Kamenka
→ Nakhodka
← Enmykagyrgyn
← Kalenmy-Varevar
→ Ouzkaïa
← Kalenmygrytkin